# Прапор грецької Македонії
Прапор Македонії (грец. Σημαία της Μακεδονίας, латиніз. Simea tis Makedonias) — національний прапор найбільшого регіону Греції.
На блакитному тлі зображена золота Вергінська зірка з 16 променями, що відходять від неї. Цей прапор спільно використовується трьома областями Греції, а саме Західною, Центральною та Східною Македонією, їх номами, а також і як символ діаспори грецьких македонців. Також використовується панмакедонскимі рухами у США й Австралії та численними комерційними підприємствами.

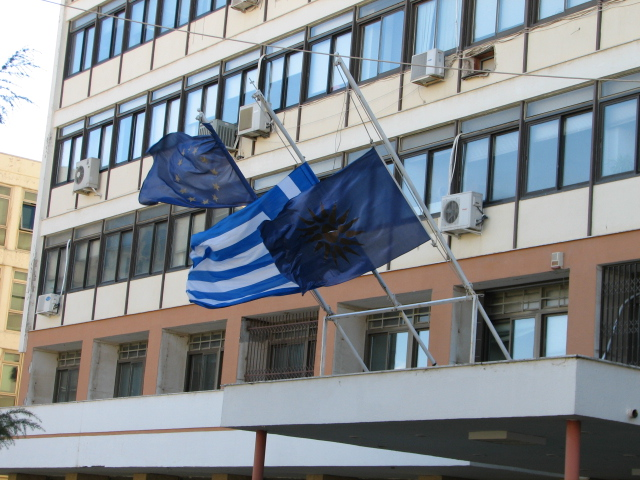
Прапор Македонії на урядовому будинку нома Козані, поряд з прапором Європейського союзу та прапором Греції.